# La Marmaille nue
Albums de Mano Solo
Les Années sombres
(1995)
La Marmaille nue est le 1er album de Mano Solo sorti en 1993 et vendu à plus de 100 000 exemplaires.

## Réalisation et réception
Ce premier album de Mano Solo, est resté l'un de ses plus grands succès, puisqu'il s'est vendu à plus de 100 000 exemplaires la première année. L'album puise musicalement dans le punk rock, la chanson réaliste et de blues.
Guy et Bernard Dagnies, sur Musiczine, écrivent « Tout au long de La Marmaille Nue, il nous parle de déprime, de solitude, d'absence d'idéal, et bien sûr de SIDA sur un ton brumeux, écorché, imprégné d'un drôle de trémolo. Entouré d'une formation qui limite sa participation à la clarinette, au violon, à la guitare et à l'accordéon, son expression flotte entre guinguette, jazz et flamenco, un style qui malgré quelques affinités avec Les Négresses Vertes ou Pigalle s'inscrit plutôt dans la tradition de la bonne chanson française... »
L'album reçoit des critiques positives :
- 6 sur 6 sur gutsofdarkness.com[3]
- 4,5 sur 5 sur Allmusic[1]
- 8 sur 10 sur sencritique[4]

## Liste des chansons
| No  | Titre                  | Durée |
| --- | ---------------------- | ----- |
| 1.  | La barre est dure      | 1:52  |
| 2.  | Allô Paris             | 2:44  |
| 3.  | Je marche seul         | 1:56  |
| 4.  | Sacré-cœur             | 2:37  |
| 5.  | Chacun sa peine        | 2:22  |
| 6.  | 15 ans du matin        | 2:28  |
| 7.  | Pas du gâteau          | 3:08  |
| 8.  | Julie                  | 3:33  |
| 9.  | Allez-viens            | 2:29  |
| 10. | Toujours quand tu dors | 2:29  |
| 11. | Au creux de ton bras   | 3:14  |
| 12. | Le Monde entier        | 3:09  |
| 13. | La Lune                | 3:29  |
| 14. | On boira de la bière   | 4:05  |
| 15. | Trop de silence        | 2:57  |